# عائشة خالد
عائشة خالد (بالإنجليزية: Aisha Khalid) هي فنانة باكستانية، ولدت في 1972.